# Gatchaman

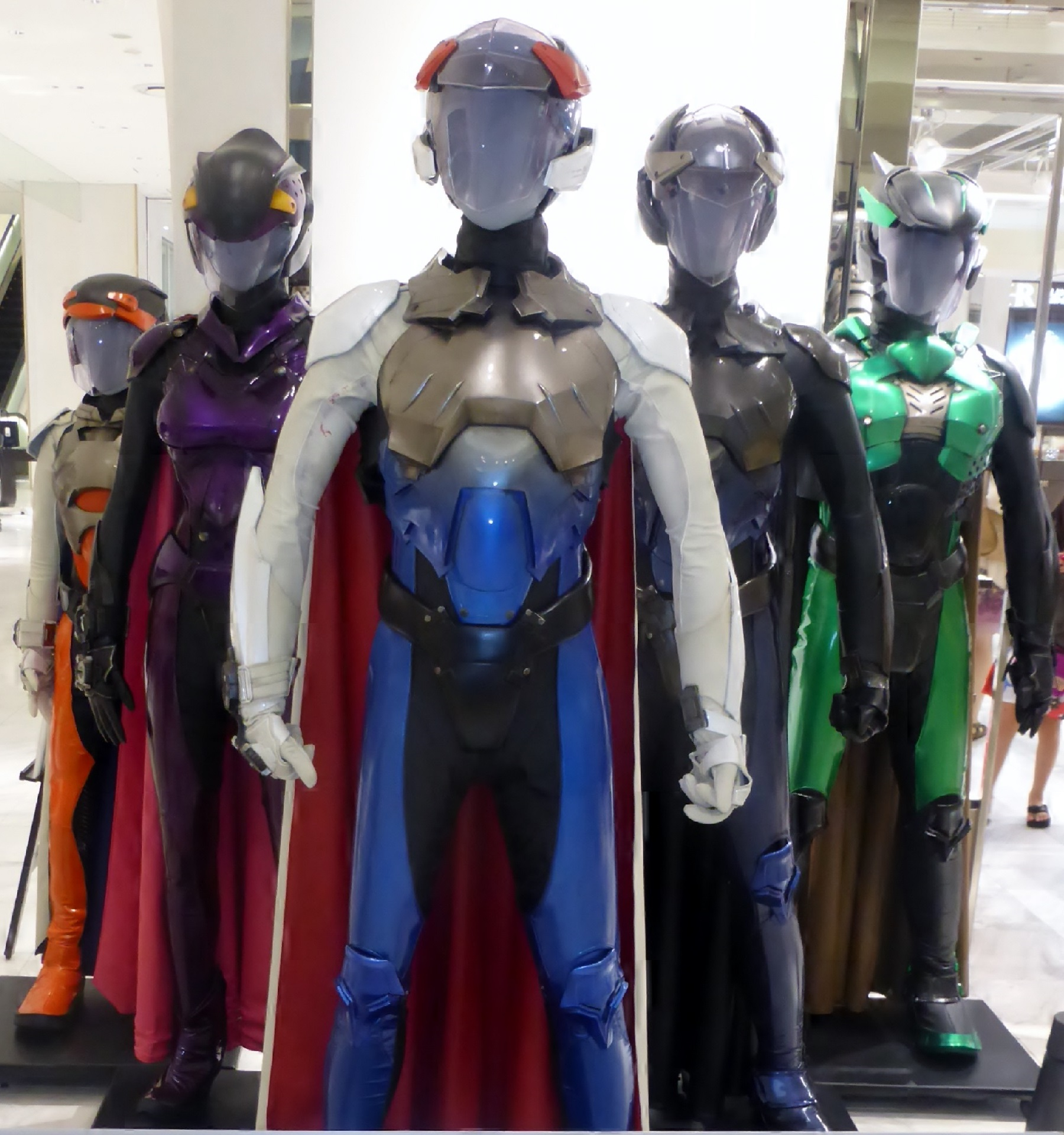
Uniformes usados no "GATCHAMAN"

Science Ninja Team Gatchaman ou Gatchaman (科学忍者隊ガッチャマン, Kagaku Ninjatai Gatchaman), é uma série de anime de um time de 5 membros de super-heróis, dirigido por Tatsuo Yoshida e produzido pela Tatsunoko Productions. Produzida em 1972, a série também é conhecida pelo nome G-Force (como na série G-Force: Guardians of Space, em português, G-Force: Defensores do Espaço), em referência ao nome do grupo na série Battle of the Planets (em português, Batalha dos Planetas) e Eagle Riders.
Gatchaman foi exibido originalmente pela Fuji TV entre 1º de outubro de 1972 e 29 de setembro de 1974, gerando 105 episódios. G-Force foi exibido no Brasil nos canais Cartoon Network, TeleUno e Locomotion, já Batalha dos Planetas foi exibida no Brasil pelo canal Band  e Eagle Riders, série que adapta a segunda e terceira temporada de Gatchaman, tendo sua exibição no Fox Kids (Jetix), sofrendo censuras e cortes na série.
A Imagi Animation Studios anunciou que produziria um filme de animação baseado na série pela primeira vez em 2006, mas foi cancelado devido aos maus resultados financeiros do estúdio em 2011. No entanto, no ano seguinte a Nikkatsu e a Toho anunciaram que planejam lançar um filme em live-action para 2013. Toya Sato dirigirá o longa que será estrelado por Tori Matsuzaka, Go Ayano, Ayame Goriki, Tatsuomi Hamada e Ryohei Suzuki como Ken, Joe, Jun, Jinpei e Ryum respectivamente.
Na sua exibição original o anime foi considerado um hit e, com o passar dos anos, se tornou bastante popular, sendo citado como um dos animes "mais cultuados" e "mais influentes", e até como "um dos eventos mais importantes da história do anime". Em 2001, o anime original foi listado pela revista Animage como a 10ª melhor produção de anime de todos os tempos.